# Doina Deleanu
Doina Deleanu (n. 21 noiembrie 1954, Timișoara, România) este o actriță română care joacă pe scena Teatrului Național „Vasile Alecsandri” din Iași din anul 1980. 

## Carieră
Doina Deleanu s-a născut în anul 1954, la Timișoara. S-a mutat cu părinții la Bacău, unde a absolvit și liceul. În 1994 a absolvit Academia de Arte „George Enescu” din Iași, la clasa profesorilor Geta Angheluță, Sergiu Tudose și Emil Coșeru.
Între anii 1975 și 1980 este actriță la Teatrul „George Bacovia” din Bacău, iar din 1980 joacă pentru Teatrului Național „Vasile Alecsandri” Iași.
Doina Deleanu este soția actorului Adi Carauleanu.

## Teatrografie

### Teatrul „George Bacovia” Bacău
- Treplev - Pescărușul de A. P. Cehov, regia Cătălina Buzoianu, 1969

Teatrul „George Bacovia” Bacău
- Măriuca, Țiganca – Chirița în provincie de Vasile Alecsandri, regia Zoe Anghel Stanca, 1975
- Louise Miller – Intrigă și iubire de Friedrich Schiller, regia Anca Ovanez-Doroșenco, 1976
- Cerșetoarea – Casa Bernardei Alba de Federico Garcia Lorca, regia Zoe Anghel Stanca, 1976
- Zița – O noapte furtunoasă de I. L. Caragiale, regia Nae Cosmescu, 1976
- Cixi – Unchiul nostru din Jamaica de Dan Tărchilă, regia I. G. Russu, 1976
- Tânăra – Apărați dragostea de George Raisici, regia Bora Grigorovici, 1976
- Galea – Tineri căsătoriți caută cameră de Mihail Roscin, regia Gheorghe Jora, 1977
- Joujou – Pelina de Ion Luca, regia Mușata Mucenic, 1977
- Kristin – Domnișoara Iulia de August Strindberg, regia Cristian Pepino, 1977
- Decebal – Titanic Vals de Tudor Mușatescu, regia I. G. Russu, 1978
- Laura – Dubla dispariție a Marthei N. de Ștefan Oprea, regia I. G. Russu, 1978
- Nina – Tranzit de Leonid Zorin, regia Valeriu Moisescu, 1978
- Dale – În ceasul al treisprezecelea de Dumitru Solomon, regia Letiția Popa, 1978
- Nazi, Fata – Duelul de Mar Baidjiev, regia Mircea Crețu, 1978
- Geta Plăcintă – Piatră la rinichi de Paul Everac, regia Nae Cosmescu, 1978
- Phebe – Cum vă place de William Shakespeare, regia Cristian Pepino, 1979
- Mariana – Concurs de frumusețe de Tudor Popescu, regia I. G. Russu, 1979
- Crina – Doi pentru un tango de George Genoiu, regia Constantin Dinischiotu, 1979
- Amelie – Cea mai puternică de August Strindberg, regia Mircea Crețu, 1979
- Tina – Mofturoasa de Virgil Stoenescu, regia I. G. Russu, 1980

### Teatrul Național „Vasile Alecsandri” din Iași
- Ea – Duo Amore de Mircea Radu Iacoban, regia Mircea Radu Iacoban, 1980
- Mira – Camera de alături de Paul Everac, regia Călin Florian, 1980
- Oleana – Apus de soare de Barbu Ștefănescu Delavrancea, regia Nicoleta Toia, 1980
- Pajul - Don Carlos de Friedrich Schiller, regia Dan Nasta, 1980
- Regina cea Mică - Ciocârlia de Jean Anouilh, regia Dan Nasta, 1981
- Luluța – Chirița în provincie de Vasile Alecsandri, regia Alexandru Dabija, 1981
- Îndrăgostita – Autobuzul de Stanislav Stratiev, regia Călin Florian, 1981
- Celia - Cum vă place de William Shakespeare, regia Nicoleta Toia, 1982
- Dora - Hoțul de vulturi de Dumitru Radu Popescu, regia Călin Florian, 1982
- Denise - Jacques fatalistul de Denis Diderot, regia Dan Nasta, 1982
- Maria Costin - Drumuri și răscruci de Paul Everac, regia Călin Florian, 1982
- Julieta - Față în față cu teatrul după Ion Sava, regia Mirel Ilieșiu, 1983
- Isabel – Casa cu fantome de Calderon de la Barca, regia Nicoleta Toia, 1983
- Cleo - Bătrânul de Hortensia Papadat-Bengescu, regia Nicoleta Toia, 1983
- Valeria - Rugăciune pentru un disc-jokey de Dumitru Radu Popescu, regia Dan Stoica, 1984
- Josephine – Povestea Unirii de Tudor Șoimaru, regia Dan Nasta, 1984
- Agika – Familia Tot de Istvan Orkeny, regia Beke Sandor, 1984
- Kira – Ultima noapte de vară de Aleksei Arbuzov, regia Eugen Todoran, 1984
- Josie – Epitaf pentru George Dillon de John Osborne, regia Nicoleta Toia, 1985
- Hermia – Visul unei nopți de vară de William Shakespeare, regia Cristina Ioviță, 1986
- Florica – Autorul e în sală ? de Ion Băieșu, regia Saul Taișler, 1986
- Savina – Ultima dragoste de Pavlovski, regia Ovidiu Lazăr, 1987
- Euxinia – Săptămâna patimilor de Paul Anghel, regia Dan Stoica, 1987
- Lelia – Descoperirea familiei de Ion Brad, regia Nicoleta Toia, 1987
- Lizeta – Jocul dragostei și-al întâmplării de Marivaux, regia Ovidiu Lazăr, 1989
- Fata vitregă – Șase personaje în căutarea unui autor de Luigi Pirandello, regia Irina Popescu Boieru, 1989
- Didona – Cartea lui Ioviță de Paul Everac, regia Dan Alecsandrescu, 1989
- Martirio – Casa Bernardei Alba de Federico Garcia Lorca, regia Irina Popescu Boieru, 1990
- Soția sergentului – Poliția de Slawomir Mrozek, regia Cristian Hadji-Culea, 1990
- Eliza – Avarul de Molière, regia Dan Alecsandrescu, 1990
- Indianca (Vrăjitoarea) – Orfeu în Infern de Tennessee Williams, regia Irina Popescu Boieru, 1991
- Irma Lambert – Nebuna din Chaillot de Jean Girodaux, regia Irina Popescu Boieru, 1991
- Subreta – Robespierre de George Astaloș, regia Eugen Todoran, 1991
- Martorul II (fata de la garderobă) – Spectatorul condamnat la moarte de Matei Vișniec, regia Irina Popescu Boieru, 1992
- Nina Alexeevici Zarecinaia – Pescărușul de A. P. Cehov, regia Irina Popescu Boieru, 1992
- Fata – Adunarea femeilor de Aristofan, regia Alexandru Dabija, 1993
- Mommina – Astă seară se improvizează de Luigi Pirandello, regia Irina Popescu Boieru, 1993
- Mița Baston – D’ale carnavalului de I. L. Caragiale, regia Emil Coșeru, 1993
- Șeful de cabinet – Nu muriți din întâmplare ! de Ion Băieșu, regia Ion Sapdaru, 1995
- Ludovic al XVII lea – Robespierre și regele de Dumitru Radu Popescu, regia Ovidiu Lazăr, 1995
- Eugenia – Tango de Slawomir Mrozeck, regia Ion Sapdaru, 1996
- Femeia cu ouă – Nu sunt Turnul Eiffel de Ecaterina Oproiu, regia Irina Popescu Boieru, 1996
- Smărăndița – Cinel-cinel de Vasile Alecsandri, regia Sorana Coroamă Stanca, 1996
- Sufleurul – Cântecul lebedei de A. P. Cehov, regia Ada Lupu, 1997
- Estelle – Cu ușile închise de Jean Paul Sartre, regia Nikolov Perveli Vili, 1997
- Teibele – Teibele și demonul ei de Isaac Bashevis Singer și Eve Friedman, regia Alexander Hausvater, 1998
- Titania – Visul unei nopți de vară de William Shakespeare, regia Ion Sapdaru, 1998
- Mediatorul – Cine-ajunge sus la fix de Dumitru Solomon, regia Nikolov Perveli Vili, 1999
- Doamna elegantă – Roberto Zucco de Bernard Marie Koltes, regia Alexander Hausvater, 1999
- Marianne – Tartuffe de Molière, regia Petru Vutcărău – 2000
- Ea 2 – Mașina de vânt de Constantin Popa, regia Constantin Popa – 2000
- Ranevskaia – Livada de vișini de A. P. Cehov, regia Alexander Hausvater – 2000
- Zoe – O scrisoare pierdută de I. L. Caragiale, regia Virgil Tănase – 2001
- Hanako Tsukioka, Asistenta șefă, Gheișa, Adepta lui Mishima – Nō Cinci povești de dragoste de Yukio Mishima, regia Alexander Hausvater – 2002
- O doamnă –  Inimă de câine (O istorie monstruoasă) după Mihail Bulgakov, regia Ion Sapdaru – 2003
- Iudita – Iudita de Howard Barker, regia Moshe Yassur – 2003
- A treia gheișă, A doua nevastă, Theodora, Kali – Poarta miresmei după Marguerite Yourcenar, regia Irina Popescu Boieru – 2003
- Popova – Despre efectul dăunător al nostalgiei după A. P. Cehov, regia Ion Sapdaru – 2004
- Maggie – Dansează ... fetele Mundy după Brian Friel, regia Ada Lupu – 2004
- Irodiada – Salomeea de Oscar Wilde, regia Alexander Hausvater – 2004
- Beatrice – Slugă la doi stăpâni de Carlo Goldoni, regia Nikolov Perveli Vili – 2005
- Raisa Pavlovna Gurmâjscaia – Pădurea de Aleksandr Nikolaevici Ostrovski, regia Andrei Andreev – 2006
- Ritsuko – Arborele tropicelor de Yukio Mishima, regia Alexander Hausvater – 2006
- Ninel Karnauhova – Audiția de Alexandr Galin, regia Claudiu Goga – 2007
- Lady MacDuff – Macbeth de William Shakespeare, regia Mihai Măniuțiu – 2007
- Suzanne Delicias – Orchestra de Jean Anouilh, regia Irina Popescu Boieru – 2008
- Babette - Biedermann și incendiatorii de Max Frisch, regia Felix Alexa - 2009
- Hecuba - Aici, la porțile beznei după Hecuba și alte tragedii de Euripide, regia Mihai Măniuțiu - 2010
- Soția - Dawn-Way (Oameni slabi de înger. Ghid de folosire) de Oleg Bogaev, regia Radu Afrim - 2011
- Doamna Boeuf - Rinocerii de Eugène Ionesco, regia Claudiu Goga - 2011.
- Protipendada - Iașii în carnaval de Vasile Alecsandri, regia Alexandru Dabija - 2012
- Doamna Profesor Granger - Focul (451° Fahrenheit) de Ray Bradbury, regia Irina Popescu Boieru - 2012
- Clothilde - Pălăria florentină de Eugène Labiche, regia Silviu Purcărete - 2013
- Tankhuma, nebuna -  Golem, regia Alexander Hausvater-2013
- Barbara Fordham -Acasă, în miezul verii de Tracy Letts, regia Claudiu Goga-2014
- Tania - Iarna dragostei noastre de Nadejda Ptușkina, regia - Emil Gaju, 2015
- Ernestina van Veen, scenografa - Goldberg Show - Facerea lumii și alte întâmplări, după Variațiunile Goldberg de George Tabori, regia - Mihai Măniuțiu, 2016
- Paula - Joc de pisici de Örkény István, regia Irina Popescu-Boieru, 2016
- Femeia 3/Teodora Perju-„Seceta roșie” după „Cartea foametei” de Larisa Turea, regia Petru Hadârcă, 2017
- Domnica - „Moartea unui artist” de Horia Lovinescu, regia Irina Popescu Boieru, 2017
- Spectacol dedicat împlinirii a 100 de ani de la primul concert dirijat de George Enescu la Iași -2017
- Linda Loman - Moartea unui comis-voiajor de Arthur Miller, regia - Claudiu Goga, 2018

## Filmografie
- 1978: Urgia, regia Iosif Demian și Andrei Blaier
- 1978: Pe firul apei, regia Letiția Popa
- 1981: Am o idee!..., regia Alecu Croitoru
- 1984: Salutări de la Agigea, regia Cornel Diaconu
- 2002: Chirița în provincie, regia Eugen Todoran

## Premii și distincții

### Premii pentru actorie
- 1984: Mențiune la „Festivalul de Teatru Contemporan, Brașov, 1984” – pentru rolul „Valeria” din spectacolul „Rugăciune pentru un disk jokey” de Dumitru Radu Popescu, regia Dan Stoica
- 1996: Premiul pentru cea mai bună actriță în rol secundar la Festivalul Național “I. L. Caragiale” din București – pentru „Ludovic al XVII-lea” din spectacolul „Robespierre și regele” de Dumitru Radu Popescu, regia Ovidiu Lazăr
- 1998: Premiul „Vasile Pogor” acordat  – pentru performanțele atinse în profesia de actriță
- 1998: Premiul „Fundatia "Prietenii Iasului" - Emil Alexandrescu, 1998” – pentru rolul „Teibele” din spectacolul „Teibele și demonul ei” de Issac Bashevis Singer, regia Alexander Hausvater

### Ordine și medalii
- 2001: Diplomă de onoare oferită pentru contribuția la zestrea spirituală locală și națională
- 2004: Medalia „Meritul Cultural” în grad de Cavaler oferită de Președinția României pentru întreaga activitate
- 2009: Diplomă de onoare oferită de Ministerul Educației, Cercetării și Inovării pentru merite deosebite în acțiuni de promovare a artei și valorilor culturale